# Stepanivka
Stepanivka (în ucraineană Степанівка) este o așezare de tip urban din raionul Sumî, regiunea Sumî, Ucraina. În afara localității principale, mai cuprinde și satele Hlîneane și Holovașivka.

## Ocupatie Rusă
Pe data de 20 februarie 2022, Stepanivka a fost ocupata de armata rusă in primele zile ale razboiului și pe data de 4 aprile a fost eliberată după retragera armatei ruse din nordul Ucrainei.

## Demografie
Componența lingvistică a așezării de tip urban Stepanivka
     Ucraineană (92,14%)
     Rusă (4,47%)
     Alte limbi (0,52%)
Conform recensământului din 2001, majoritatea populației așezării de tip urban Stepanivka era vorbitoare de ucraineană (92,14%), existând în minoritate și vorbitori de rusă (4,47%).